# Брокен-Арроу (Оклахома)
Брокен-Арроу (англ. Broken Arrow — зламана стріла) — місто (англ. city) у США, в округах Талса і Вагонер у північно-східній частині штату Оклахома. Населення — 113 540 осіб (2020). Є найбільшим передмістям Талси.

## Географія
Брокен-Арроу розташований за координатами 36°2′12″ пн. ш. 95°46′52″ зх. д. / 36.03667° пн. ш. 95.78111° зх. д. (36.036529, -95.780996). За даними Бюро перепису населення США в 2010 році місто мало площу 161,06 км², з яких 159,47 км² — суходіл та 1,59 км² — водойми.

### Клімат
| Клімат : Брокен-Арроу    | Клімат : Брокен-Арроу | Клімат : Брокен-Арроу | Клімат : Брокен-Арроу | Клімат : Брокен-Арроу | Клімат : Брокен-Арроу | Клімат : Брокен-Арроу | Клімат : Брокен-Арроу | Клімат : Брокен-Арроу | Клімат : Брокен-Арроу | Клімат : Брокен-Арроу | Клімат : Брокен-Арроу | Клімат : Брокен-Арроу | Клімат : Брокен-Арроу |
| Показник                 | Січ.                  | Лют.                  | Бер.                  | Квіт.                 | Трав.                 | Черв.                 | Лип.                  | Серп.                 | Вер.                  | Жовт.                 | Лист.                 | Груд.                 | Рік                   |
| Середній максимум, °C    | 7,6                   | 10,7                  | 16,3                  | 22,3                  | 26,2                  | 30,6                  | 33,8                  | 33,3                  | 28,7                  | 23,6                  | 16,1                  | 9,9                   | 21,6                  |
| Середня температура, °C  | 1                     | 3                     | 9                     | 15                    | 19                    | 24                    | 27                    | 26                    | 21                    | 15                    | 9                     | 3                     | 14                    |
| Середній мінімум, °C     | −5,4                  | −3,1                  | 1,9                   | 8,2                   | 13,4                  | 18,2                  | 20,6                  | 19,3                  | 15,2                  | 8,0                   | 2,1                   | −3,1                  | 7,9                   |
| Норма опадів, мм         | 41                    | 46                    | 81                    | 89                    | 127                   | 117                   | 74                    | 71                    | 119                   | 94                    | 79                    | 51                    | 986                   |
| ------------------------ | --------------------- | --------------------- | --------------------- | --------------------- | --------------------- | --------------------- | --------------------- | --------------------- | --------------------- | --------------------- | --------------------- | --------------------- | --------------------- |
| Джерело: Weatherbase.com |                       |                       |                       |                       |                       |                       |                       |                       |                       |                       |                       |                       |                       |

## Демографія
Згідно з переписом 2010 року, у місті мешкало 98 850 осіб у 36 141 домогосподарстві у складі 27 614 родин. Густота населення становила 614 особи/км². Було 38013 помешкання (236/км²).
Расовий склад населення:
| - 79,3 % — білих - 5,2 % — корінних американців - 4,3 % — чорних або афроамериканців - 3,6 % — азіатів - 2,2 % — осіб інших рас |

До двох чи більше рас належало 5,4 %. Частка іспаномовних становила 6,5 % від усіх жителів.
За віковим діапазоном населення розподілялося таким чином: 27,4 % — особи молодші 18 років, 62,2 % — особи у віці 18—64 років, 10,4 % — особи у віці 65 років та старші. Медіана віку мешканця становила 35,7 року. На 100 осіб жіночої статі у місті припадало 94,6 чоловіків; на 100 жінок у віці від 18 років та старших — 91,2 чоловіків також старших 18 років.
Середній дохід на одне домашнє господарство становив 81 526 доларів США (медіана — 67 131), а середній дохід на одну сім'ю — 90 194 долари (медіана — 75 928). Медіана доходів становила 52 137 доларів для чоловіків та 36 894 долари для жінок. За межею бідності перебувало 8,0 % осіб, у тому числі 13,2 % дітей у віці до 18 років та 5,1 % осіб у віці 65 років та старших.
Цивільне працевлаштоване населення становило 52 886 осіб. Основні галузі зайнятості: освіта, охорона здоров'я та соціальна допомога — 21,8 %, роздрібна торгівля — 12,5 %, виробництво — 12,0 %.